# Walter II. (Brienne)
Walter II. († um 1161) war ein Graf von Brienne aus dem Haus Brienne und Herr von Ramerupt.
Er war der Sohn des Grafen Érard I. von Brienne und einer Tochter des Andreas, Herr von Ramerupt und Arcis-sur-Aube aus dem Haus Montdidier.
Er hatte zwei Söhne, die beide auf dem Dritten Kreuzzug vor Akkon starben:
- Érard II., Graf von Brienne († 1190)
- Andreas, Herr von Rameruot († 1189)